# GNU social
GNU social (ранее StatusNet и Laconica) — это серверное свободное программное обеспечение для развёртывания социальных сетей, написанное на PHP, которое использует стандарт OStatus для взаимодействия с другими серверами. Предлагая функциональность, аналогичную Twitter, GNU Social обеспечивает открытую коммуникацию между пользователями распределённой социальной сети. Предприятия и частные лица могут развёртывать свои узлы GNU Social, чтобы самостоятельно контроллировать свои данные.
GNU social развернута на множестве взаимодействующих друг с другом серверов.

## Функции

### Стандартные функции
- Публикация сообщений через клиент XMPP/Jabber[8]
- Провайдер OpenID и аутентификация с его помощью
- Федерации через протокол OStatus
  - Подписки через PubSubHubbub
  - Ответы через протокол Salmon
- API, совместимый с Twitter
- Категоризация с помощью хэштегов
- Локализация пользовательского интерфейса (с помощью Gettext)
- Автоматическое сокращение URL-адресов на собственном хостинге
- Вложения (можно прикреплять файлы, изображения, видео, аудио)
- Прикрепление медиафайлов в формте подкаста
- Встраивание контента с других сайтов, таких как YouTube, Flickr и др.

### Доступные функции
- Связь с сайтами IndieWeb с помощью Webmention и Pingback[9]
- Геолокация и карты
- SMS-уведомления
- Кросс-постинг в Twitter
- Непрерывное обновление ленты

## История
GNU social отделился от проекта GNU FM. Создателем был Мэтт Ли, а первыми разработчиками были его коллеги из FSF, Дональд Робертсон и Дебора Николсон.
Identi.ca была первым узлом StatusNet (ранее известного как Laconica). Сервис был запущен создателями StatusNet, StatusNet Inc., и продоставлял бесплатные учетные записи, а также служил главным сервером StatusNet наряду с freelish.us. Позднее сайт переехал на pump.io.
В версии 0.9.0 от 3 марта 2010 года добавлена поддержка OStatus, нового стандарта распределенных обновлений, заменяющего OpenMicroBlogging.
8 июня 2013 г. было объявлено, что проект GNU Social будет объединён с StatusNet и Free Social.

### Названия
StatusNet был переименован из Laconica одновременно с выходом версии 0.8.1.
Название StatusNet «отражает то, что делает наша программа: отправляет обновления статуса в социальной сети».
Название Laconica было отсылкой к лаконизмам, особенно кратким или лаконичным утверждениям, подобные которым приписывается лидерам Спарты (Лакония — это греческий регион, в котором находилась Спарта). В микроблогах все сообщения должны быть короткими из-за традиционного ограничения на размер сообщения ~140 символов. GNU в названии относится к проекту GNU .